# Ardisia verbascifolia
Ardisia verbascifolia är en viveväxtart som beskrevs av Carl Christian Mez. Ardisia verbascifolia ingår i släktet Ardisia och familjen viveväxter. Inga underarter finns listade i Catalogue of Life.